# Listă de steaguri din Polonia

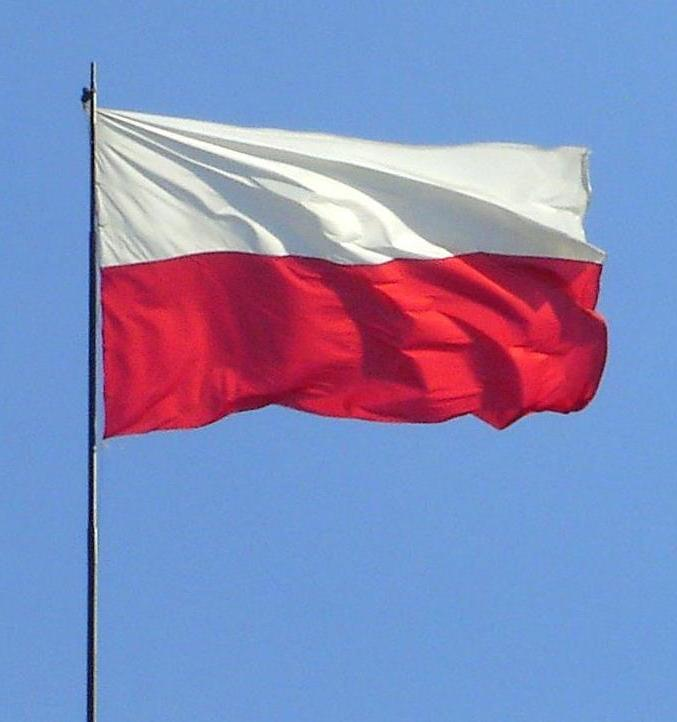
Drapelul național al Republicii Polone

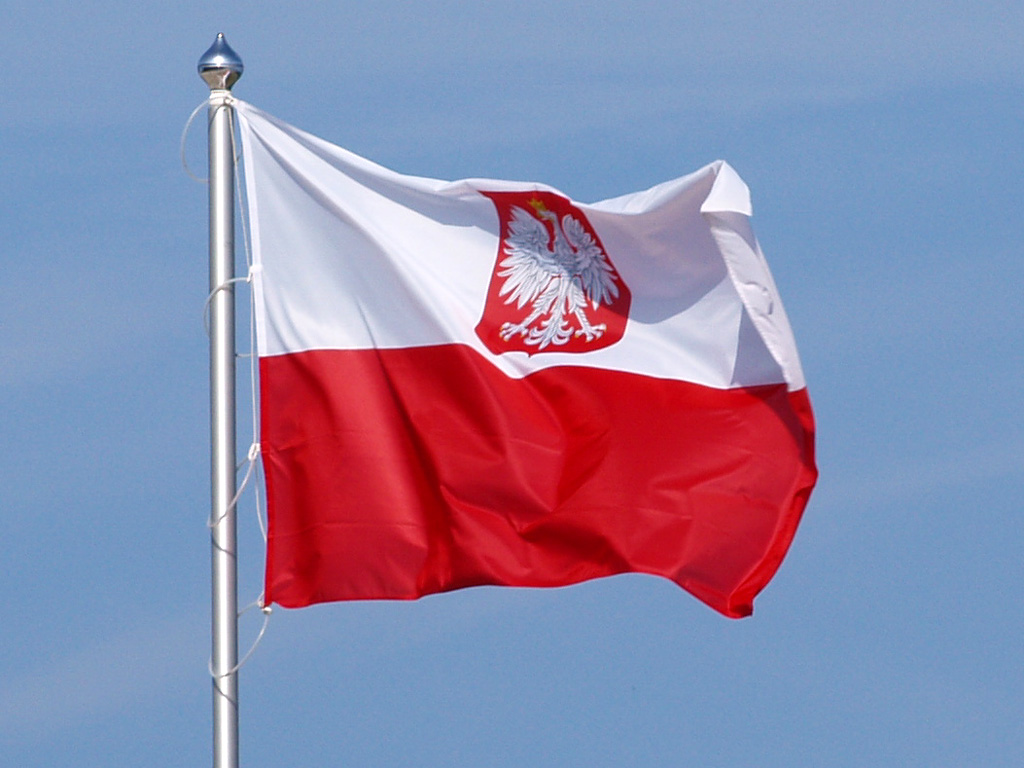
Drapelul național cu stemă al Republicii Polone

În legislația națională poloneză, o varietate de steaguri poloneze sunt definite fie printr-un act al parlamentului, fie printr-o ordonanță ministerială. În afară de drapelul național, acestea sunt în mare parte steaguri militare, folosite de Forțele armate ale Poloniei, cele mai multe de Forțele navale. Alte steaguri sunt arborate de nave ale serviciilor non-militare în uniformă.
Majoritatea steagurilor poloneze combină culorile alb și roșu, culorile naționale ale Poloniei. Adoptate oficial în 1831, acestea sunt de origine heraldică și derivă din culorile stemelor Poloniei și Lituaniei. Unele drapele încorporează vulturul alb de pe stema poloneză, în timp ce altele, folosite de Forțele Armate, încorporează varianta militară a acestuia.
Ambele variante ale drapelului național al Poloniei au fost adoptate oficial în 1919, la scurt timp după ce Polonia a reapărut ca stat independent după Primul Război Mondial, în 1918. Numeroase steaguri poloneze au fost adoptate în următorii trei ani.
Modelele majorității acestor steaguri au fost modificate doar pentru a se adapta la schimbările în redarea oficială a stemei naționale. Modificările majore au inclus o schimbare în stilizarea vulturului de la neoclasicism la baroc în 1927 și îndepărtarea coroanei de pe capul vulturului în perioada comunistă, între 1944 și 1990. Specificațiile legale pentru nuanțele culorilor naționale s-au schimbat de asemenea cu timpul. Nuanța de roșu a fost pentru prima dată specificată legal ca „vermilion” printr-un decret prezidențial din 13 decembrie 1928.
Această specificație a fost înlocuită cu coordonatele de culoare CIE 1976 (CIELAB color space) prin Legea Stemei din 31 ianuarie 1980.

## Drapelul național
Varianta de bază a drapelului național este un dreptunghi cu proporții 5/8 împărțit în două benzi orizontale, una de culoare albă, la partea superioară și a doua de culoare roșie, la partea inferioară. O variantă a drapelului național care are adăugată stema Poloniei este utilizată oficial în străinătate și pe mare. Cele două variante sunt adesea considerate în practică drept interschimbabile.
| Imagine                          | Denumire                               | Descriere                                                                                      | Utilizare                                                                                    |
| -------------------------------- | -------------------------------------- | ---------------------------------------------------------------------------------------------- | -------------------------------------------------------------------------------------------- |
| Flag of Poland                   | Drapelul Republicii Polone             | steag cu benzi bicolore orizontale albă și roșie proporție 5/8                                 | drapel național transport naval interior                                                     |
| Flag of Poland with coat of arms | Drapelul cu stemă al Republicii Polone | steag cu benzi bicolore orizontale albă și roșie cu stema Poloniei pe banda albă proporție 5/8 | ambasade, consulate, transport aerian internațional civil, aeroporturi și heliporturi civile |

## Drapele militare

### Drapele utilizate de toate armele Forțelor Armate
Folosite inițial doar de forțele navale, utilizarea acestor drapele a fost extinsă în 2005 la toate ramurile forțelor armate printr-un amendament la ordonanța ministerială. Acestea sunt arborate pentru a marca prezența și sunt utilizate pentru a da onorul celor mai înalte autorități civile și militare: Președintele Republicii Polone care este din oficiu comandant suprem al Forțelor Armate, Ministrul Apărării Naționale care acționează în numele comandantului suprem pe timp de pace, Mareșalul Poloniei, cel mai înalt grad din armata poloneză (fără deținători din 1989) și Șeful Statului Major General al Forțelor Armate Poloneze.
| Imagine | Denumire                                                            | Descriere | Utilizare |
| ------- | ------------------------------------------------------------------- | --- | --- |
|         | Drapelul Președintelui Republicii Polone                            | steag roșu împodobit cu vulturul alb de pe stema Poloniei și mărginit de o decorație specifică („wężyk generalski”) de culoare albă, o linie ondulată ornamentată folosită în armata poloneză ca simbol al gradului de general proporție 5/6                                  | pe navele marinei militare când președintele se află la bord la sol, când președintele este prezent                                 |
|         | Drapelul Ministrului Apărării Naționale                             | steag cu benzi bicolore orizontale albă și roșie cu terminație triunghiulară, cu vulturul polonez pe banda albă și cu o ancoră albă împletită cu o parâmă în formă de S și o țeavă de tun de culoare galbenă în formă de Crucea Sfântului Andrei pe banda roșie proporție 5/8 | pe navele marinei militare când Ministrul Apărării Naționale se află la bord la sol, când Ministrul Apărării Naționale este prezent |
|         | Drapelul Mareșalului Poloniei                                       | steag roșu cu o margine albă dublă, împodobită cu vulturul militar polonez ținând două bastoane de hatman (buława) în formă de Crucea Sfântului Andrei proporție 5/6 | pe navele marinei militare când Mareșalul se află la bord la sol, când Mareșalul este prezent                                       |
|         | Drapelul Șefului Statului Major General al Forțelor Armate Poloneze | steag roșu cu o margine albă dublă, împodobit cu vulturul militar polonez proporție 5/6 | pe navele marinei militare când Șeful Statului Major General se află la bord la sol, când Șeful Statului Major General este prezent |

### Drapele utilizate de Forțele Terestre
| Imagine | Denumire                                          | Descriere | Utilizare |
| ------- | ------------------------------------------------- | --- | --- |
|         | Drapelul Forțelor Terestre (Flaga Wojsk Lądowych) | steag dreptunghiular de culoare roșie, cu terminație triunghiulară, împodobit cu vulturul militar polonez proporție 10/21 | arborat în zonele în care sunt staționate unități militare, folosit la sărbători militare, vizite ale înaltelor autorități civile sau militare sau ale reprezentanților țărilor străine, precum și alte ceremonii; arborat împreună cu alte steaguri ale Forțelor Armate în timpul ceremoniilor de Ziua Forțelor Armate Poloneze (15 august) de la Mormântul Soldatului Necunoscut din Varșovia |

### Steaguri ale comandanților unităților organizatorice din subordinea ministrului apărării naționale
| Imagine | Denumire                                           | Descriere | Utilizare |
| ------- | -------------------------------------------------- | --- | --- |
|         | Steagul Comandantului Garnizoanei Varșovia         | steag dreptunghiular de culoare albastru închis, împodobit cu ecusonul comemorativ al Comandamentului (stema Varșoviei, frunze de laur și săbii încrucișate) proporție 5/6                                      | arborat la locul de serviciu al comandanților unităților organizatorice din subordinea ministrului apărării naționale; arborat pe nava sau nava auxiliară a Marinei Militare la bordul căreia se găsesc aceste persoane |
|         | Steagul comandantului șef al Jandarmeriei Militare | steag dreptunghiular de culoare roșu închis, culoarea tradițională a Jandarmeriei Militare, împodobit cu literele aurite „ŻW” și însemnul carabinierilor călare din timpul Revoltei din noiembrie proporție 5/6 | arborat la locul de serviciu al comandanților unităților organizatorice din subordinea ministrului apărării naționale; arborat pe nava sau nava auxiliară a Marinei Militare la bordul căreia se găsesc aceste persoane |

### Drapele utilizate de Forțele Navale
Drapelul naval și drapelul Marinei Militare simbolizează tradițiile Marinei Militare poloneze datând din flota poloneză corsar din secolele XV-XVII. Ele sunt, de asemenea, simboluri ale curajului, onoarei, spiritului de luptă de neclintit și hotărârii de a apăra Polonia și drepturile sale maritime ale echipajului unei nave militare. Regulamentul Serviciului Naval definește când, unde și cum trebuie ridicate și coborâte steagurile la bordul unei nave.
| Imagine | Denumire                                             | Descriere | Utilizare |
| ------- | ---------------------------------------------------- | --- | --- |
|         | Drapelul naval (Bandera wojenna)                     | steag cu benzi bicolore orizontale albă și roșie cu terminație triunghiulară, cu vulturul polonez pe banda albă proporție 10/21 | însemn naval |
|         | Steagul de provă                                     | steag cu benzi bicolore orizontale albă și roșie împodobit cu o cruce specifică și, în mijlocul crucii, un cerc roșu cu un braț în armură ținând o sabie (szabla) proporție 4/5 | arborat împreună cu drapelul naval în zilele de duminică, sărbători și alte ocazii speciale, în fiecare zi când nava se află în ape străine |
|         | Drapelul Marinei Militare (Flaga Marynarki Wojennej) | steag roșu cu terminație triunghiulară, împodobit cu vulturul marinei poloneze proporție 10/21 | drapel ceremonial folosit la sărbători militare, vizite ale înaltelor autorități civile sau militare sau ale reprezentanților țărilor străine, precum și alte ceremonii; arborat împreună cu alte steaguri ale Forțelor Armate în timpul ceremoniilor de Ziua Forțelor Armate Poloneze (15 august) de la Mormântul Soldatului Necunoscut din Varșovia |
|         | Fanionul naval                                       | fanion cu benzi bicolore orizontale albă și roșie cu terminație triunghiulară, împodobit cu o cruce specifică spre catarg proporție 1/25 | marchează o navă comandată de un ofițer de marină aflată în campanie |
|         | Pavilionul auxiliar naval                            | steag albastru cu o imagine a drapelului de război în colțul superior dinspre catarg proporție 3/5 | nave auxiliare, cum ar fi șalupe de patrulare, remorchere, nave de aprovizionare, nave de deminare, care nu sunt autorizate să arboreze drapelul naval |
|         | Steagul aeroportului (heliportului) naval            | steag cu benzi bicolore orizontale albă și roșie împodobit cu stema Poloniei în mijlocul benzii albe, însemnul caroiat al Forțelor Aeriene Poloneze pe banda albă, între stemă și catarg și o ancoră albă cu o parâmă împletită în formă de S pe banda roșie, sub însemnul caroiat al Forțelor Aeriene proporție 5/8 | aeroporturi și heliporturi navale |

#### Steaguri de grad
| Imagine | Denumire                               | Descriere | Utilizare                                                                     |
| ------- | -------------------------------------- | --- | ----------------------------------------------------------------------------- |
|         | Steagul Comandantului Marinei Militare | steag cu benzi bicolore orizontale albă și roșie cu terminație triunghiulară, împodobit cu stema Poloniei pe banda albă și o ancoră albă cu o parâmă împletită în formă de S pe banda roșie proporție 5/6                                                                               | pe navele Marinei Militare, când comandantul Marinei Militare se află la bord |
|         | Steagul Amiralului                     | steag cu benzi bicolore orizontale albă și roșie cu terminație triunghiulară, împodobit cu stema Poloniei pe banda albă și cu trei stele albe în cinci colțuri dispuse în formă de triunghi echilateral spre catarg, cu una din laturi paralelă cu acesta, pe banda roșie proporție 5/6 | pe navele Marinei Militare, când un amiral se află la bord                    |
|         | Steagul Vice-amiralului                | steag cu benzi bicolore orizontale albă și roșie cu terminație triunghiulară, împodobit cu stema Poloniei pe banda albă și cu două stele albe în cinci colțuri dispuse spre catarg, formând o linie paralelă cu acesta, pe banda roșie proporție 5/6                                    | pe navele Marinei Militare, când un vice-amiral se află la bord               |
|         | Steagul Contra-amiralului              | steag cu benzi bicolore orizontale albă și roșie cu terminație triunghiulară, împodobit cu stema Poloniei pe banda albă și cu o stea albă în cinci colțuri pe banda roșie, spre catarg proporție 5/6                                                                                    | pe navele Marinei Militare, când un contra-amiral se află la bord             |
|         | Steagul Generalului                    | steag cu benzi bicolore orizontale albă și roșie cu terminație triunghiulară, împodobit cu stema Poloniei pe banda albă și cu două țevi galbene de tun încrucișate deasupra unei ghiulele galbene proporție 5/6                                                                         | pe navele Marinei Militare, când un general se află la bord                   |

#### Fanioane de grad
| Imagine | Denumire                              | Descriere | Utilizare                                                            |
| ------- | ------------------------------------- | --- | -------------------------------------------------------------------- |
|         | Fanionul șefului Statului Major Naval | Fanion în culorile Republicii Polone, împodobit cu stema Poloniei pe banda albă, spre catarg, cu terminație triunghiulară, colorată în roșu în cazul șefului Statului Major Naval, alb în cazul comandantului de flotilă, albastru în cazul comandantului de divizie și verde în cazul comandantului de grup | pe navele Marinei Militare, când una dintre persoane se află la bord |
|         | Fanionul Comandantului de flotilă     | Fanion în culorile Republicii Polone, împodobit cu stema Poloniei pe banda albă, spre catarg, cu terminație triunghiulară, colorată în roșu în cazul șefului Statului Major Naval, alb în cazul comandantului de flotilă, albastru în cazul comandantului de divizie și verde în cazul comandantului de grup | pe navele Marinei Militare, când una dintre persoane se află la bord |
|         | Fanionul Comandantului de divizie     | Fanion în culorile Republicii Polone, împodobit cu stema Poloniei pe banda albă, spre catarg, cu terminație triunghiulară, colorată în roșu în cazul șefului Statului Major Naval, alb în cazul comandantului de flotilă, albastru în cazul comandantului de divizie și verde în cazul comandantului de grup | pe navele Marinei Militare, când una dintre persoane se află la bord |
|         | Fanionul Comandantului de grup        | Fanion în culorile Republicii Polone, împodobit cu stema Poloniei pe banda albă, spre catarg, cu terminație triunghiulară, colorată în roșu în cazul șefului Statului Major Naval, alb în cazul comandantului de flotilă, albastru în cazul comandantului de divizie și verde în cazul comandantului de grup | pe navele Marinei Militare, când una dintre persoane se află la bord |

### Drapele utilizate de Forțele Aeriene
| Imagine               | Denumire                                           | Descriere | Utilizare |
| --------------------- | -------------------------------------------------- | --- | --- |
|                       | Drapelul Forțelor Aeriene (Flaga Sił Powietrznych) | steag roșu cu terminație triunghiulară, împodobit cu vulturul Forțelor Aeriene proporție 10/21 | drapel ceremonial folosit la sărbători militare, vizite ale înaltelor autorități civile sau militare sau ale reprezentanților țărilor străine, precum și alte ceremonii; arborat împreună cu alte steaguri ale Forțelor Armate în timpul ceremoniilor de Ziua Forțelor Armate Poloneze (15 august) de la Mormântul Soldatului Necunoscut din Varșovia |
| Military airport flag | Steagul aeroportului (heliportului) militar        | steag cu benzi bicolore orizontale albă și roșie împodobit cu stema Poloniei în mijlocul benzii albe și însemnul caroiat al Forțelor Aeriene Poloneze pe banda albă, între stemă și catarg proporție 5/8 | aeroporturi și heliporturi militare |
|                       | Însemnul caroiat al Forțelor Aeriene Poloneze      | însemn de formă pătrată, împărțit în patru părți, sub formă de tablă de șah, cu culori alternante alb și roșu și cu dispunere exterioară de culori opuse proporție 1:1                                   | însemn al aeronavelor militare |

### Alte drapele ale Forțelor Armate
| Imagine | Denumire                                                               | Descriere |
| ------- | ---------------------------------------------------------------------- | --- |
|         | Drapelul Forțelor Speciale (Wojska Specjalne)                          | steag roșu cu terminație triunghiulară, împodobit cu vulturul Forțelor Speciale proporție 10/21               |
|         | Drapelul Forțelor de Apărare Teritorială (Wojska Obrony Terytorialnej) | steag roșu cu terminație triunghiulară, împodobit cu vulturul Forțelor de Apărare Teritorială proporție 10/21 |

## Drapele ale altor servicii în uniformă
| Imagine | Denumire                                                 | Descriere | Utilizare                         |
| ------- | -------------------------------------------------------- | --- | --------------------------------- |
|         | Drapelul Poliției de frontieră (Flaga Straży Granicznej) | steag cu benzi bicolore orizontale albă și roșie și bordură de culoare verde, împodobit cu stema Poloniei în mijlocul benzii albe proporție 5/9 | pe nave ale Poliției de frontieră |
|         | Drapelul Poliției (Flaga Policji)                        | steag albastru împodobit cu însemnul folosit de unitățile navale ale poliției, un colac de salvare și o ancoră într-un diamant de culoare albastru închis deasupra unei panglici care conține cuvântul „POLICJA” scris cu litere albe, toate într-o stea albă cu opt colțuri proporție 5/9 | pe nave ale Poliției              |

## Pavilioane navale

### Pavilioane ale navelor de serviciu special de stat
Pavilioanele navelor de serviciu special de stat sunt folosite de navele civile cu destinații speciale angajate de stat, în timpul executării serviciului. Toate aceste pavilioane urmează același design de bază, un steag dreptunghiular de culoare albă cu o banda orizontală a cărui lățime este de 1/5 din lățimea drapelului. În mijloc, fiecare steag include stema națională suprapusă pe o ancoră aurie sau galbenă a cărei înălțime este de 3/5 din lățimea drapelului. Dunga din mijloc este întreruptă în mijloc și nu atinge ancora sau stema. Tipul de serviciu special efectuat de navă este indicat de culoarea benzii din mijloc
| Imagine | Denumire | Descriere | Utilizare                                                  |
| ------- | --- | --- | ---------------------------------------------------------- |
|         | Pavilionul navelor de cercetare hidrografică și ale Oficiului maritim (Flaga statku hydrograficznego i dozorczego urzędu morskiego)               | steag alb împodobit cu stema Poloniei pe o ancoră aurită în mijlocul unei benzi de culoare albastră proporție 5/8    | pe nave de cercetare hidrografică și ale Oficiului Maritim |
|         | Pavilionul bărcilor de salvare și navelor de control al poluării (Flaga statku ratowniczego oraz specjalnego statku do zwalczania zanieczyszczeń) | steag alb împodobit cu stema Poloniei pe o ancoră aurită în mijlocul unei benzi de culoare portocalie proporție 5/8  | pe bărci de salvare și nave de control al poluării         |
|         | Pavilionul spărgătoarelor de gheață Flaga statku używanego wyłącznie do łamania lodów                                                             | steag alb împodobit cu stema Poloniei pe o ancoră aurită în mijlocul unei benzi de culoare violet proporție 5/8      | pe spărgătoare de gheață                                   |
|         | Pavilionul navelor pilot (Flaga statku pilotowego)                                                                                                | steag alb împodobit cu stema Poloniei pe o ancoră aurită în mijlocul unei benzi de culoare gri-cenușiu proporție 5/8 | pe nave pilot                                              |
|         | Pavilionul navelor de intervenție pentru stingerea incendiilor (Flaga statku pożarniczego)                                                        | steag alb împodobit cu stema Poloniei pe o ancoră aurită în mijlocul unei benzi de culoare roșie proporție 5/8       | pe nave de intervenție pentru stingerea incendiilor        |
|         | Pavilionul navelor școală (Flaga statku szkolnego)                                                                                                | steag alb împodobit cu stema Poloniei pe o ancoră aurită în mijlocul unei benzi de culoare neagră proporție 5/8      | pe nave școală                                             |
|         | Pavilionul navelor vamale (Flaga statku celnego)                                                                                                  | steag alb împodobit cu stema Poloniei pe o ancoră aurită în mijlocul unei benzi de culoare verde proporție 5/8       | pe nave vamale                                             |
|         | Pavilionul navelor spital (Flaga statku sanitarnego)                                                                                              | steag alb împodobit cu stema Poloniei pe o ancoră aurită în mijlocul unei benzi de culoare galbenă proporție 5/8     | pe nave spital                                             |
|         | Pavilionul navelor de telecomunicații (Flaga statku telekomunikacyjnego)                                                                          | steag alb împodobit cu stema Poloniei pe o ancoră aurită în mijlocul unei benzi de culoare maro proporție 5/8        | pe nave de telecomunicații                                 |

## Steagurile diviziunilor administrative

### Steagurile voievodatelor
| Steag oficial | Steag civil | Voievodat                       | Anul adoptării                          | Descriere |
| ------------- | ----------- | ------------------------------- | --------------------------------------- | --- |
|               |             | Voievodatul Polonia Mare        | 2000                                    | steag trapezoidal bicolor vertical roșu și alb, blazonat cu stema voievodatului pe banda roșie                                                                      |
|               |             | Voievodatul Kuyavian-Pomeranian | 2000                                    | steag cu benzi tricolore orizontale roșie, albă și neagră proporție 1:2:1                                                                                           |
|               |             | Voievodatul Polonia Mică        | 1999                                    | steag cu benzi tricolore orizontale albă, galbenă și roșie proporție 2:1:2                                                                                          |
|               |             | Voievodatul Lodz                | 2002                                    | steag cu cinci benzi orizontale albe și galbene |
|               |             | Voievodatul Silezia Inferioară  | 2009                                    | steag galben împodobit cu un vultur negru cu o semilună albă și o cruce pe piept                                                                                    |
|               |             | Voievodatul Lublin              | 2004                                    | steag cu benzi tricolore orizontale albă, galbenă și roșie, împodobit cu stema voievodatului proporție 2:1:2                                                        |
|               |             | Voievodatul Lubusz              | 2000                                    | steag cu benzi orizontale galbenă, albă, roșie și verde, împodobit cu stema voievodatului proporție 2:1:1:2                                                         |
|               |             | Voievodatul Masovian            | 2006                                    | steag roșu împodobit spre catarg cu un vultur alb cu cioc și picioare aurii                                                                                         |
|               |             | Voievodatul Opole               | 2004                                    | steag bicolor cu două benzi orizontale galbenă și albastră, împodobit pe banda galbenă spre catarg cu stema voievodatului proporție 2:1                             |
|               |             | Voievodatul Podlachian          | 2002                                    | steag cu patru benzi orizontale albă, roșie, galbenă și albastră |
|               |             | Voievodatul Pomeranian          | 2002 (introducere) 2010 (reintroducere) | steag galben împodobit cu un grifon negru cu limbă roșie |
|               |             | Voievodatul Silezian            | 2001                                    | steag cu trei benzi orizontale, două albastre și una galbenă proporție 2:1:2                                                                                        |
|               |             | Voievodatul Subcarpatic         | 2000                                    | steag cu trei benzi verticale, două albastre și una albă, împodobit cu stema voievodatului pe banda albă proporție 1:2:1                                            |
|               |             | Voievodatul Świętokrzyskie      | 2013                                    | steag cu trei benzi orizontale albastră, albă, roșie și cu o a patra bandă verticală spre catarg de culoare galbenă, împodobit pe banda albă cu stema voievodatului |
|               |             | Voievodatul Warmian-Masurian    | 2002                                    | steag trapezoidal roșu cu bordură albă, blazonat cu un cap de vultur cu cioc și coroană aurii                                                                       |
|               |             | Voievodatul Pomeranian Apusean  | 2000                                    | steag cu trei benzi verticale, două albe și una roșie, împodobit cu stema voievodatului pe banda roșie                                                              |

### Foste steaguri ale voievodatelor
| Imagine | Voievodat                      | Perioada  | Descriere |
| ------- | ------------------------------ | --------- | --- |
|         | Voievodatul Zielona Góra       | 1985–1998 | steag bicolor cu două benzi orizontale, galbenă și verde |
|         | Voievodatul Łódź               | 1999–2000 | steag bicolor cu două benzi orizontale, galbenă și roșie, cu stema voievodatului în centru (steag neoficial utilizat de Voievodatul Łódź Sejmik între 1998 și 2000) |
|         | Voievodatul Silezia Inferioară | 2001–2008 | steag bicolor cu două benzi orizontale, albă și roșie, împodobit în centru cu o stemă conținând un vultur negru cu o semilună albă și o cruce pe piept              |
|         | Voievodatul Świętokrzyskie     | 2001–2013 | steag cu trei benzi orizontale albastră, albă, roșie și cu o a patra bandă verticală spre catarg de culoare galbenă, împodobit pe banda albă cu stema voievodatului |
|         | Voievodatul Masovian           | 2005–2006 | steag roșu cu un vultur alb cu cioc și picioare aurii |
|         | Voievodatul Silezia Inferioară | 2008–2009 | steag galben împodobit cu un vultur negru cu o semilună albă și o cruce pe piept                                                                                    |
|         | Voievodatul Pomeranian         | 2008–2010 | steag galben împodobit cu un grifon negru cu limbă roșie |

## Steaguri istorice
| Imagine                                                          | Perioadă                      | Denumire                                                                             | Descriere / Observații |
| ---------------------------------------------------------------- | ----------------------------- | ------------------------------------------------------------------------------------ | --- |
|                                                                  | 1927–1980                     | steagul celei de-a Doua Republici Poloneze                                           | |
|                                                                  | 1919–1927                     | steagul Republicii Populare Polone                                                   | |
|                                                                  | 1863–1864                     | steagul Guvernului Național Polonez (Revolta din ianuarie)                           | interpretare modernă a vechiului steag, format din culorile pan-slave și o stemă care conține un vultur alb (simbolul Poloniei), un cavaler călare (simbolul Lituaniei) și imaginea arhanghelului Mihail (simbolul Marelui Ducat al Ruteniei)                  |
|                                                                  | 1830–1831                     | steagul Guvernului Național Polonez (Revolta din Noiembrie)                          | steagul Regatului Poloniei din Camera parlamentului (Sejm), înlăturat după Revolta din Noiembrie de Joachim Lelewel |
|                                                                  | 1830–1831                     | steag cu deviza „Pentru libertatea noastră și a ta” (avers și revers)                | steag verde kaki cu cruce roșie și motto, arborat în timpul Revoltei din Noiembrie pe fațada fortificațiilor insurgenților |
|                                                                  | 1815–1830                     | însemn militar al Flotilei Vistula a Poloniei Congresului                            | steag arborat pe navele Companiei Poloneze de Comerț (în poloneză Kompania Handlowa Polska), care navigau pe Marea Neagră către țările mediteraneene în 1784-1787, restaurat de țarul Alexandru I al Rusiei în 1815 ca steag de război al Poloniei Congresului |
|                                                                  | 1815–1830                     | steagul țarului rus ca rege al Poloniei Congresului în perioada 1815–1830.           | steag de facto, entitatea statală nu avea un steag adoptat oficial |
|                                                                  | 1697-1706 1709-1733 1733-1763 | steagul regilor Wettin                                                               | drapelul de stat al lui August al III-lea al Poloniei de la mijlocul secolului al XVIII-lea |
|                                                                  | c. 1606-1648                  | steagul regilor Vasa                                                                 | Marele Purtător de Stindard al Coroanei Poloneze (Chorąży Wielki Koronny) Sebastian Sobieski, la cortegiul de nuntă al regelui Sigismund al III-lea al Poloniei și Suediei, pictură anonimă (Stockholm, c. 1605)                                               |
|                                                                  | 1587-1655                     | steagul regilor Vasa                                                                 | steag preluat de armata suedeză în 1655 |
|                                                                  | sec. XIV-XVI                  | steagul Regatului Poloniei                                                           | |
| Steaguri locale                                                  |                               |                                                                                      | |
|                                                                  | 1920–1939                     | steagul Orașului Liber Danzig                                                        | steagul orașului Orașului Liber Danzig (în poloneză Wolne Miasto Gdańsk) |
|                                                                  | 1920–1922                     | steagul Republicii Lituaniei Centrale                                                | steagul Republicii Lituaniei Centrale (în poloneză Republika Litwy Środkowej) |
|                                                                  | 1918–1920                     | steagul Republicii Lemko                                                             | steagul Republicii Populare Lemko-Rusyn (în poloneză Ruska Ludowa Republika Łemków) |
|                                                                  | 1918–1919                     | steagul Republicii Komańcza                                                          | steagul Republicii Komańcza (Republica Lemko de Est, în poloneză Republika Komańczańska) |
|                                                                  | 1890–1918                     | steagul Regatului Galiției și Lodomeriei                                             | steagul Regatului Galiției și Lodomeriei (în poloneză Królestwo Galicji i Lodomerii) |
|                                                                  | 1849–1890                     | steagul Regatului Galiției și Lodomeriei                                             | steagul Regatului Galiției și Lodomeriei (în poloneză Królestwo Galicji i Lodomerii) |
|                                                                  | 1846–1918                     | steagul Marelui Ducat al Cracoviei                                                   | steagul Marelui Ducat al Cracoviei (în poloneză Wielkie Księstwo Krakowskie) |
|                                                                  | c. 1815–1848                  | steagul Marelui Ducat Poznań                                                         | steagul Marelui Ducat Poznań (în poloneză Wielkie Księstwo Poznańskie) |
|                                                                  | sec. XIX–1849                 | steagul Regatului Galiției și Lodomeriei                                             | steagul Regatului Galiției și Lodomeriei (în poloneză Królestwo Galicji i Lodomerii) |
|                                                                  | 1815–1846                     | steagul Orașului Liber Cracovia                                                      | steagul Orașului Liber Cracovia (în poloneză Wolne Miasto Kraków) |
|                                                                  | 1807–1814                     | steagul Orașului Liber Danzig                                                        | steagul Orașului Liber Danzig (în poloneză Wolne Miasto Gdańsk) |
|                                                                  | 1226–1561                     | steagul Statului monastic al Cavalerilor Teutoni                                     | steagul Statului monastic al Cavalerilor Teutoni (în poloneză Państwo zakonu krzyżackiego) |
|                                                                  | 1410                          | steagul Ducatului Pomerania-Stettin                                                  | steagul Ducatului Pomerania-Stettin (în poloneză Księstwo szczecińskie) |
|                                                                  | 1410                          | steagul Principatului Episcopal de Warmia                                            | steagul Principatului Episcopal de Warmia (în poloneză Biskupie Księstwo Warmińskie) |
|                                                                  | 1410                          | steagul Ducatului de Varșovia                                                        | steagul Ducatului de Varșovia (în poloneză Księstwo warszawskie) |
|                                                                  | 1410                          | steagul Ducatului de Płock steagul Ducatului de Rawa                                 | steagul Ducatului de Płock (în poloneză Księstwo płockie steagul Ducatului de Rawa (în poloneză Księstwo rawskie) |
| Steaguri ale mișcării de rezistență din Al Doilea Război Mondial |                               |                                                                                      | |
|                                                                  | 1942–1945                     | steagul neoficial al Armatei Teritoriale de rezistență și al Statului Secret Polonez | steagul național împodobit cu kotwica, simbolul rezistenței împotriva ocupanților naziști |
|                                                                  | 1940–1945                     | steagul Batalioanelor țărănești                                                      | steagul Batalioanelor țărănești (în poloneză Bataliony Chłopskie) |
|                                                                  | 1944                          | însemnul Forțelor Armate Combinate AL, PAL și KB[pl]                                 | însemnul Forțelor Armate Combinate AL, PAL și KB (în poloneză Armią Ludową, Polską Armią Ludową i Korpusem Bezpieczeństwa) din punct de vedere istoric, nu este atestat ca steag, dar este confirmat ca brasardă                                               |
|                                                                  | 1939–1945                     | steagul Uniunii Militare Evreiești                                                   | steagul Uniunii Militare Evreiești (în poloneză Żydowski Związek Wojskowy) steag arborat la ghetoul din Varșovia în timpul Revoltei din ghetoul Varșovia |
|                                                                  | după 1945                     | steagul Organizației Evreiești de Luptă                                              | steagul Organizației Evreiești de Luptă (în poloneză Żydowska Organizacja Bojowa) nu există dovezi ale existenței unui steag în timpul celui de-al Doilea Război Mondial, modelul prezentat a fost creat de veterani după război                               |

## Steaguri politice
| Imagine           | Perioadă                          | Formațiune politică                                                                                     | Descriere |
| ----------------- | --------------------------------- | --- | --- |
| Steaguri actuale  |                                   | | |
|                   | 2014–prezent                      | Uniunea Politicii Reale (Unia Polityki Realnej)                                                         | cruce albastră într-un cadru alb pe fundal negru (nu albastru închis) |
|                   | 2012–prezent                      | Mișcarea Națională (Ruch Narodowy)                                                                      | |
|                   | 2011–prezent                      | Congresul Noii Drepte (Kongres Nowej Prawicy)                                                           | |
|                   | 2010–prezent                      | Tineretul Total Polonez (Młodzież Wszechpolska)                                                         | o sabie szczerbiec pe fundal verde |
|                   | 1990–prezent                      | Mișcarea de Autonomie a Sileziei (Ruch Autōnōmije Ślōnska)                                              | |
|                   | 1987–prezent                      | Partidul Socialist Polonez (Polska Partia Socjalistyczna)                                               | |
|                   | 1980–prezent                      | Sindicatul Independent Autocefal „Solidaritatea” (Niezależny Samorządny Związek Zawodowy „Solidarność”) | |
|                   | anii 1930–anii 1940; 1993–prezent | Renașterea Națională Poloneză (Narodowe Odrodzenie Polski) și Falanga[pl] (Falanga)                     | simbolul național-radicalismului polonez[pl] a fost utilizat inițial de Tabăra Națională Radicală (în poloneză Obóz Narodowo-Radykalny - ONR), succedată de două organizații, ONR-Falanga și ONR-ABC; ONR a fost reactivat în 1993 la scurt timp după căderea comunismului; în prezent acest model de steag este folosit de două organizații, Renașterea Națională Poloneză (în poloneză Narodowe Odrodzenie Polski) și Falanga[pl] (în poloneză Falanga) |
|                   | anii 2010–prezent                 | Renașterea Națională Poloneză (Narodowe Odrodzenie Polski)                                              | simbolul național-radicalismului polonez[pl] a fost utilizat inițial de Tabăra Națională Radicală (în poloneză Obóz Narodowo-Radykalny - ONR), succedată de două organizații, ONR-Falanga și ONR-ABC; ONR a fost reactivat în 1993 la scurt timp după căderea comunismului; în prezent acest model de steag este folosit de două organizații, Renașterea Națională Poloneză (în poloneză Narodowe Odrodzenie Polski) și Falanga[pl] (în poloneză Falanga) |
|                   | 2019–prezent                      | Falanga[pl] (Falanga)                                                                                   | simbolul național-radicalismului polonez[pl] a fost utilizat inițial de Tabăra Națională Radicală (în poloneză Obóz Narodowo-Radykalny - ONR), succedată de două organizații, ONR-Falanga și ONR-ABC; ONR a fost reactivat în 1993 la scurt timp după căderea comunismului; în prezent acest model de steag este folosit de două organizații, Renașterea Națională Poloneză (în poloneză Narodowe Odrodzenie Polski) și Falanga[pl] (în poloneză Falanga) |
|                   | ?–2019                            | Falanga[pl] (Falanga)                                                                                   | simbolul național-radicalismului polonez[pl] a fost utilizat inițial de Tabăra Națională Radicală (în poloneză Obóz Narodowo-Radykalny - ONR), succedată de două organizații, ONR-Falanga și ONR-ABC; ONR a fost reactivat în 1993 la scurt timp după căderea comunismului; în prezent acest model de steag este folosit de două organizații, Renașterea Națională Poloneză (în poloneză Narodowe Odrodzenie Polski) și Falanga[pl] (în poloneză Falanga) |
|                   | 2005–prezent                      | Creștin-Democrația Belarusă (Białoruska Chrześcijańska Demokracja)                                      | vechiul steag alb-roșu-alb al Belarusiei |
| Steaguri istorice |                                   | | |
|                   | 1980                              | protestatarii din Șantierul Naval Gdańsk în timpul grevelor din august 1980                             | pavilionul naval al Șantierului Naval Gdańsk, arborat de protestatari în timpul grevei din august 1980 și în timpul semnării Acordului de la Gdańsk |
|                   | anii 2010–2022                    | Falanga[pl] (Falanga)                                                                                   | |
|                   | anii 1950                         | Partidul Popular Unit, filiala Zębowice (Zjednoczone Stronnictwo Ludowe)                                | |
|                   | c. 1936                           | Uniunea Copiilor Socialiști (Socjalistyczny Związek Dziecięcy)                                          | în germană Sotsyalistishe Kinder Farband |
|                   | 1934–1940                         | Uniunea Germanilor (Zjednoczenie Niemieckie)                                                            | în germană Deutsche Vereinigung |
|                   | anii 1920                         | Partidul Național, filiala Zblewo (Stronnictwo Narodowe)                                                | steagul Partidului Național, filiala Zblewo; înainte de introducerea steagului verde și alb existau numeroase steaguri locale ale partidului |
|                   | 1926–1931                         | Partidul Țărănesc (Stronnictwo Chłopskie)                                                               | |
|                   | 1920–1924                         | Uniunea Sileziei Superioare (Związek Górnoślązaków)                                                     | în germană Bund der Oberschlesier |

## Steaguri ale organizațiilor
| Imagine | Perioadă     | Organizație | Observații |
| ------- | ------------ | --- | ---------- |
|         | 1950–prezent | Societatea poloneză de turism și vizitare a obiectivelor turistice (Polskie Towarzystwo Turystyczno-Krajoznawcze) |            |

## Steaguri religioase
| Imagine | Perioadă  | Denumire                                    | Descriere                                                          |
| ------- | --------- | ------------------------------------------- | ------------------------------------------------------------------ |
|         | ?–prezent | steagul papal                               | steaguri arborate în mod obișnuit la ceremonii religioase catolice |
|         | ?–prezent | steagul Fecioarei Maria[pl] (Flaga maryjna) | steaguri arborate în mod obișnuit la ceremonii religioase catolice |

## Steaguri etnice
| Imagine | Perioadă          | Denumire                                             | Descriere |
| ------- | ----------------- | ---------------------------------------------------- | --- |
|         | 1918–prezent      | steagul lemkienilor                                  | steag tricolor cu trei benzi orizontale, albastră, galbenă și verde; banda din mijloc poate fi și aurie sau portocalie                                              |
|         | ?–prezent         | steagul lemkienilor                                  | steag tricolor cu trei benzi orizontale, albastră, galbenă și verde, împodobită cu stema Ruteniei Transcarpatice; banda din mijloc poate fi și aurie sau portocalie |
|         | 1829–prezent      | steagul mazurienilor                                 | steag tricolor cu trei benzi orizontale, albastră, albă și roșie |
|         | ?–prezent         | steagul mazurienilor                                 | steag tricolor cu trei benzi orizontale, albastră, albă și roșie, împodobită cu stema Prusiei                                                                       |
|         | 1929–prezent      | steagul cașubilor                                    | steag bicolor cu două benzi orizontale, neagră și galbenă |
|         | ?–prezent         | steagul cașubilor                                    | pavilionul heraldic cu arme al cașubilor |
|         | 1882–prezent      | steagul germanilor din Silezia și Silezia Inferioară | steag bicolor cu două benzi orizontale, albă și galbenă |
|         | 1920–prezent      | steagul Sileziei Superioare                          | steag bicolor cu două benzi orizontale, galbenă și albastră |
|         | 1920–prezent      | steagul Sileziei Superioare                          | steag bicolor cu două benzi orizontale, galbenă și albastră, împodobit cu stema Sileziei                                                                            |
|         | anii 2010–prezent | steagul tătarilor polonezi                           | steag alb cu însemnul Hoardei de Aur în colțul superior dinspre catarg                                                                                              |
|         | ?–prezent         | steagul caraiților                                   | |

## Steaguri regionale
| Imagine | Perioadă     | Denumire                       | Descriere |
| ------- | ------------ | ------------------------------ | --- |
|         | 2022–prezent | steagul regiunii Kociewie      | steag tricolor, format din trei triunghiuri, două dreptunghice și unul isocel, colorate în verde, galben și albastru, împodobit cu un simbol de culoare albastră reprezentând o albăstrea stilizată |
|         | 2016–prezent | steagul Sileziei Cieszyn       | steag albastru, împodobit cu stema Ducatului de Teschen (în poloneză Księstwo Cieszyńskie) |
|         | 1996–prezent | steagul Pomeraniei Occidentale | steag bicolor cu două benzi orizontale, albastră și albă, utilizat ca simbol al regiunii Pomerania Occidentală                                                                                      |

## Steaguri diverse
| Imagine | Perioadă  | Denumire | Observații                           |
| ------- | --------- | --- | ------------------------------------ |
|         |           | steagul Șantierului Naval Gdańsk |                                      |
|         | 1957–2004 | steagul Companiei de servicii de pescuit și pescuit de adâncime „Gryf”[pl] (Przedsiębiorstwo Połowów Dalekomorskich i Usług Rybackich „Gryf”) |                                      |
|         | 1970–1997 | steagul Companiei polono-britanică de construcții navale (Polbrit)[pl] (Polsko-Brytyjskie Towarzystwo Okrętowe)                               |                                      |
|         | 1927-1972 | steagul Asociației de transport polono-scandinavă (Polskarob)pl (Polsko-Skandynawskie Towarzystwo Transportowe)                               |                                      |
|         | 1927–1950 | steagul companiei poloneze de transporturi navalepl (Żegluga Polska)                                                                          | arborat de navele de transport marfă |
|         | 1926–1939 | steagul companiei poloneze de transporturi navalepl (Żegluga Polska)                                                                          | arborat de navele de pasageri        |